# ヴィレッジ・シンガーズ
ヴィレッジ・シンガーズ（Village Singers）は、1960年代後半（昭和40年代前半）に活躍したグループ・サウンズである。

## メンバー
- 小松久（リーダー、ギター）1944年2月10日生まれ。愛称：ギョロメ。成城大学出身。
- 清水道夫（ヴォーカル、ギター）1945年8月17日生まれ。愛称：道路工夫。成城大学出身。
- 小池哲夫（キーボード、ヴォーカル）1947年11月30日生まれ。愛称：金魚。成蹊大学出身。
- 林ゆたか（ドラムス）1947年2月24日生まれ。愛称：かっぱ。
- 笹井一臣（ベース）1944年11月12日生まれ。愛称：茶々丸。

## 元メンバー
- 古関正裕（キーボード）
- 南里孝夫（12弦ギター、バンジョー）
- 森おさむ（ベース）
- 角田英治（ベース）

## 来歴
前身は、4人組フォークグループ、フォーク・トレッカーズ（小松久、南里孝夫、森おさむ、山岩爽子）である。1965年に、このグループから山岩が、小室等のPPMフォロワーズ加入のため脱退。残りの3人に林ゆたかと古関正裕（作曲家・古関裕而の長男）が加わり、1966年6月に結成された。グループ名はフォークの聖地、ニューヨークのグリニッジ・ヴィレッジに憧れていたことから名付けられた。またこの当時人気だったカレッジフォークとは異なり、エレキギター、ドラムス、そして12弦アコースティックギターを取り入れたバンド編成は斬新で真新しかった。
彼らはまず、芝田村町（現・西新橋）のフォーク喫茶「ヴィレッジ」で毎週土曜日に演奏することから始めた。やがてカントリー歌手の寺本圭一のプロデュースで1966年10月に、日本コロムビア（以下コロムビア）のCBSコロムビアレーベルよりファースト・シングル「暗い砂浜」でデビューした（古関は発売前に脱退するが、初期の2枚のシングルにはいずれもレコーディングに参加している）。
当初ホリプロ側は東芝音楽工業（現・ユニバーサル ミュージック合同会社 Virgin Recordsレーベル）に曲の吹き込みを依頼するが、ハーモニーの物足りなさを理由に難色を示したディレクターから断られ、続いてコロムビアへ持ち込んだところ合格となった。（それとは逆にザ・ワイルド・ワンズはコロムビアに断られ、結果として東芝レコードと契約した。）彼らのデビュー曲はアメリカで流行っていたフォークロック調だったが、ヒットへとは結びつかなかった。
翌1967年2月には2枚目のシングル「君を求めて」が発売されるも、前作同様に結果は不発となる。メンバーが意気消沈する中、南里は政治運動のため、必ず高校を卒業すると誓って父親から音楽活動を許されていた森は3年で落第するに至り、2人はグループを去っていった。
残された小松と林は代わりのメンバーが揃わなければ解散を覚悟し、東京の大学を方々回ったところ、成蹊大学の学生で所属していたバンドが解散したことから暇を持て余していた小池哲夫を誘った。また明治大学を卒業したものの就職せず、当時日活で映画プロデューサーをしていた父親（笹井英男）の下でぶらぶらしていた笹井一臣をホリプロがスカウト。そして5月頃に林と共に母校の成城大学を訪れた小松は、軽音楽部の部室で髪をぼうぼうに伸ばし無精髭姿の清水道夫を見つけた。4年生の彼は大学入学後に軽音楽部のバンドでベンチャーズを経て、ビートルズ・スタイルのバンドで、歌うことの楽しさに目覚める。
だが清水のバンドは3年生の時に解散していた。清水のギターの腕前と歌唱力はまずまずで、あとは身奇麗にすればよいとメンバーに迎える。さっそく6月下旬より1週間の日程で軽井沢合宿を始め、楽器と歌の練習に励んだ。合宿終了後は直ちにコロムビアを訪ねた。そして筒美京平作曲の「バラ色の雲」は、メンバーが希望するブルー・コメッツ風の曲となり、発表を待つばかりとなった。こうして1967年8月にヴィレッジ・シンガーズとして「バラ色の雲」を発表。筒美の曲の良さとサウンドが功を奏し、フジテレビの音楽番組「ヒット速報」へ10週連続出演、公称60万枚突破の大ヒットを記録した。
人気GSとなった彼らは続いて11月に「好きだから」を発売、ムーディな声質の持ち主である清水のヴォーカルと小池のキーボードプレイを前面に押し出したサウンドが相乗効果を呼ぶ事となる。そして翌1968年2月に発売され大ヒットした「亜麻色の髪の乙女」は「バラ色の雲」と並び彼らの代名詞とも呼べる作品となった。3月にはファースト・アルバム「グループ・サウンズの貴公子」を発売、着目すべき点として旧・メンバー時に発売した2枚のシングル両面を新メンバーで録り直していることが挙げられる。また、TBS「七時だ!飛び出せ!!」へのレギュラー出演が始まり、4月に「思い出の指輪」、8月には「虹の中のレモン」と同名シングルの映画化による主演作品が尾崎奈々との共演で松竹より封切られた。
同時代に活躍したザ・タイガース、ザ・テンプターズ、オックスなどといった長髪でワイルドなイメージのGSと、彼らが異なる最大の理由として、短髪のサラリーマン風、優等生的な容姿と、中流的、あるいは上流的なイメージが挙げられる。7枚目のシングル「星が降るまで」が発売された8月は兵庫県宝塚市の宝塚大劇場にてリサイタルを開催し、ヅカガールと共演。これはGSとしては初であった。秋に入り、新たに発足したCBS・ソニーレコード（現・ソニー・ミュージックレーベルズ）移籍第1弾シングル「落葉とくちづけ」が11月に発売されたが、GSブームの衰退もあり、この曲以後グループの人気は下降し始める。
1969年、ベースの笹井が脱退し、同年8月発売の「裸足の恋」より角田英治が参加、この頃より担当ディレクターの趣味でムード歌謡化されていった。
1970年6月発売のラストアルバム「恋と女とむせび泣き」は完全な清水のソロと言っても過言ではない内容で前年に発売され大ヒットを記録した「長崎は今日も雨だった」で知られる内山田洋とクール・ファイブめいたムード歌謡そのものである。1969年以降は否応がなしにムード歌謡路線を余儀なくされた彼らだったが1971年1月発売のラストシングル「ここより永遠に」では全盛期のヴィレッジを彷彿とさせるサウンドで締め括った。
最後は所属事務所であるホリプロより一方的にマネージメントを放棄され、メンバーは四谷のとんかつ屋に集まって活動を続けるか否か悩み抜いた末、名古屋のビアガーデンでの演奏を最後に1971年6月を以って解散。
その後31年の時を経て「亜麻色の髪の乙女」が島谷ひとみによるリバイバルで、若い世代にも知られるようになった。それを機に2002年に再集結しNHK「思い出のメロディー」に出演。その後ライブ活動を再開した。1969年に脱退していた笹井も復帰している。
2004年にはライブ音源を収録した3枚のマキシシングル「The Village Singers' THE OFFICIAL BOOTLEG #1～#3／公式海賊盤 」を発売。

## エピソード
- 2002年、島谷ひとみによる「亜麻色の髪の乙女」がヒットしていたのに便乗し、「元・ヴィレッジ・シンガーズの清水道夫」を語るニセモノの男が出没し、長野県御代田町主催の「信州御代田龍神まつり」の前夜祭として行われたカラオケ大会特別審査員として出演、唄まで披露する詐欺事件があった[6]。その男は、外見は横浜銀蝿に似ていて、清水とは似ても似つかない容姿だった。なお、この男は1996年に長野県内で「横浜銀蝿」のメンバーを騙った詐欺事件で逮捕された経歴があった。
この事件が発生してまもなく本物のヴィレッジ・シンガーズが「思い出のメロディー」に出演した。ニセモノのVTRをみた清水は「ものまねタレントとしてなら多少は通用したかも」とコメントした。（出典：デイリースポーツでの後述の御代田町ライブの記事）
翌年、前年カラオケ大会を共催した西軽井沢ケーブルテレビからの「グループサウンズを後世に残したい」とのオファーを受け、前夜祭に出演した。「私たちが本物のヴィレッジ・シンガーズです」と挨拶して、雨の中でライブを披露した。

## ディスコグラフィ

### シングル
- 13枚目「悲しい星空」から16枚目「ここより永遠に」までは「清水道夫 ヴィレッジ・シンガーズ」名義でリリースしており、清水をソロフィーチャーしている。

| #                          | 発売日          | A/B面          | タイトル                                  | 作詞             | 作曲             | 編曲                    | 最高順位       | 規格品番       |
| 日本コロムビア             | 日本コロムビア  | 日本コロムビア | 日本コロムビア                            | 日本コロムビア   | 日本コロムビア   | 日本コロムビア          | 日本コロムビア | 日本コロムビア |
| -------------------------- | --------------- | -------------- | ----------------------------------------- | ---------------- | ---------------- | ----------------------- | -------------- | -------------- |
| 1                          | 1966年 10月1日  | A面            | 暗い砂浜                                  | 寺本圭一         | 小松久           | 小松久                  | -              | LL-10007-JC    |
| 1                          | 1966年 10月1日  | B面            | ブルー・ロビン                            | 寺本圭一         | 石川鷹彦         | 石川鷹彦                | -              | LL-10007-JC    |
| 2                          | 1967年 2月10日  | A面            | 君を求めて                                | 佐々木勉         | 佐々木勉         | 佐々木勉                | -              | LL-10020-JC    |
| 2                          | 1967年 2月10日  | B面            | 想い出はぼくの胸に                        | 森おさむ         | 森おさむ         | 森おさむ                | -              | LL-10020-JC    |
| 3                          | 1967年 8月1日   | A面            | バラ色の雲                                | 橋本淳           | 筒美京平         | 森岡賢一郎              | 2位 (非公式)   | LL-10032-JC    |
| 3                          | 1967年 8月1日   | B面            | 輝く星                                    | 林ゆたか         | 林ゆたか         | 森岡賢一郎              | 2位 (非公式)   | LL-10032-JC    |
| 4                          | 1967年 11月10日 | A面            | 好きだから                                | 橋本淳           | 筒美京平         | 筒美京平                | 14位           | LL-10042-JC    |
| 4                          | 1967年 11月10日 | B面            | 風の中の瞳                                | 橋本淳           | 筒美京平         | 筒美京平                | 14位           | LL-10042-JC    |
| 5                          | 1968年 2月25日  | A面            | 亜麻色の髪の乙女                          | 橋本淳           | すぎやまこういち | すぎやまこういち        | 7位            | LL-10048-JC    |
| 5                          | 1968年 2月25日  | B面            | 瞳をとじて                                | 橋本淳           | 筒美京平         | 筒美京平                | 7位            | LL-10048-JC    |
| 6                          | 1968年 4月25日  | A面            | 虹の中のレモン                            | 橋本淳           | 筒美京平         | 筒美京平                | 17位           | LL-10056-J     |
| 6                          | 1968年 4月25日  | B面            | 思い出の指輪                              | 橋本淳           | 筒美京平         | 筒美京平                | 17位           | LL-10056-J     |
| 7                          | 1968年 8月25日  | A面            | 星が降るまで                              | 橋本淳           | 筒美京平         | 筒美京平                | 28位           | LL-10065-J     |
| 7                          | 1968年 8月25日  | B面            | 森の中の少女                              | 橋本淳           | 筒美京平         | 筒美京平                | 28位           | LL-10065-J     |
| CBS・ソニー                |                 |                |                                           |                  |                  |                         |                |                |
| 8                          | 1968年 11月10日 | A面            | 落葉とくちづけ                            | 橋本淳           | すぎやまこういち | すぎやまこういち        | 33位           | SONA-86012     |
| 8                          | 1968年 11月10日 | B面            | しあわせ色の瞳                            | 橋本淳           | すぎやまこういち | すぎやまこういち        | 33位           | SONA-86012     |
| 9                          | 1969年 2月5日   | A面            | 雨の中の恋                                | 佐々木勉         | 佐々木勉         | 野口武義                | 42位           | SONA-86021     |
| 9                          | 1969年 2月5日   | B面            | さらば恋人                                | なかにし礼       | 村井邦彦         | 村井邦彦                | 42位           | SONA-86021     |
| 10                         | 1969年 3月21日  | A面            | 泣きながら恋をした頃                      | 浜口庫之助       | 浜口庫之助       | ありたあきら            | 75位           | SONA-86025     |
| 10                         | 1969年 3月21日  | B面            | かえっておいで                            | 浜口庫之助       | 浜口庫之助       | ありたあきら            | 75位           | SONA-86025     |
| 11                         | 1969年 8月      | A面            | 裸足の恋                                  | 橋本淳           | すぎやまこういち | すぎやまこういち        | -              | SONA-86052     |
| 11                         | 1969年 8月      | B面            | なぎさは遠かった                          | 橋本淳           | すぎやまこういち | すぎやまこういち        | -              | SONA-86052     |
| 12                         | 1969年 11月10日 | A面            | X'masなんか来てほしくない                 | いまいずみあきら | 郷伍郎           | テディ池谷              | -              | SONA-86073     |
| 12                         | 1969年 11月10日 | B面            | 口紅とレモンと10円                        | 郷伍郎           | 郷伍郎           | テディ池谷              | -              | SONA-86073     |
| 13                         | 1970年 3月20日  | A面            | 悲しい星空                                | 西川ひとみ       | 中村泰士         | ありたあきら            | -              | SONA-86091     |
| 13                         | 1970年 3月20日  | B面            | ひとりでいたから                          | どいあきら       | 中村泰士         | ありたあきら            | -              | SONA-86091     |
| 14                         | 1970年 6月5日   | A面            | 六本木の雨の中で                          | 丹古晴己         | 鈴木淳           | 鈴木淳                  | -              | SONA-86117     |
| 14                         | 1970年 6月5日   | B面            | 夜明けの哀愁                              | 丹古晴己         | 鈴木淳           | 鈴木淳                  | -              | SONA-86117     |
| 15                         | 1970年 9月10日  | A面            | ノーチェ・デ・渋谷                        | 阿久悠           | 中村泰士         | 小谷充                  | -              | SONA-86144     |
| 15                         | 1970年 9月10日  | B面            | モナ・リザの街                            | 伊藤アキラ       | 桜井順           | 桜井順                  | -              | SONA-86144     |
| 16                         | 1971年 1月1日   | A面            | ここより永遠に                            | 清水道夫         | 小松久           | 馬飼野俊一              | -              | SONA-86163     |
| 16                         | 1971年 1月1日   | B面            | 愛の翼                                    | 角田英治         | 小松久           | 馬飼野俊一              | -              | SONA-86163     |
| テイチクエンタテインメント |                 |                |                                           |                  |                  |                         |                |                |
| 17                         | 2003年 12月17日 | 01             | 亜麻色の髪の乙女（新録音）                | 橋本淳           | すぎやまこういち | ヴィレッジ・ シンガーズ | -              | TECA-10614     |
| 17                         | 2003年 12月17日 | 02             | バラ色の雲（新録音）                      | 橋本淳           | 筒美京平         | ヴィレッジ・ シンガーズ | -              | TECA-10614     |
| インディーズ               |                 |                |                                           |                  |                  |                         |                |                |
| 18                         | 2009年 11月21日 | 01             | この花                                    | 小松久           | 小松久           | 小松久                  | -              | MVCP-5004      |
| 18                         | 2009年 11月21日 | 02             | 僕たちに乾杯                              | 小松久           | 小松久           | 小松久                  | -              | MVCP-5004      |
| 18                         | 2009年 11月21日 | 03             | 亜麻色の髪の乙女 （アコースティックVer.） | 橋本淳           | すぎやまこういち | 小松久                  | -              | MVCP-5004      |

### アルバム
- グループ･サウンズの貴公子（1968年3月10日発売、CBSコロムビア/日本コロムビア）
旧メンバーによる2枚のシングルを新メンバーで再録した4曲を含む全12曲。ボーナストラック12曲を追加し『BEST&CULT』として1998年5月21日にソニーレコーズ（現・ソニー・ミュージックレーベルズ）よりCD化。
- 海と空と愛と（1969年3月5日発売、CBS・ソニーレコード）
- 青い果実（1969年11月発売、CBS・ソニーレコード）
- 恋と女とむせび泣き（1970年6月発売、CBS・ソニーレコード）
- GSの貴公子　亜麻色の髪の乙女（2015年4月15日発売、ミュージック・ヴィレッジ）
2000年代に発売した2枚のシングル（「亜麻色の髪の乙女」、「この花」）計5曲にそれぞれのカラオケバージョンを加えた全10曲入り。

#### 参加アルバム
- ゴールデン・フォーク（1966年11月5日発売）
原田実とワゴン・エースのアルバムの14曲中9曲に合同演奏者として参加（全曲インスト）。オリジナルメンバーの古関も参加している。バンド名の表記はヴィレッジ・シンガース。

### タイアップ曲
| 年     | 楽曲           | タイアップ                     |
| ------ | -------------- | ------------------------------ |
| 1968年 | 思い出の指輪   | 松竹映画「思い出の指輪」主題歌 |
| 1968年 | 虹の中のレモン | 松竹映画「思い出の指輪」挿入歌 |

## 出演映画
- 『二人の銀座』（1967年：日活）
- 『ザ・スパイダースのゴーゴー向こう見ず作戦』（1967年：日活）
- 『東京ナイト』（1967年：日活）
- 『君に幸福を』（1967年：東宝）
- 『ザ・スパイダースの大進撃』（1968年：日活）
- 『思い出の指輪』（1968年：松竹）
- 『虹の中のレモン』（1968年：松竹）
- 『小さなスナック』（1968年：松竹）
- 『落葉とくちづけ』（1968年：松竹）